# Gorbea
Pour les articles homonymes, voir Gorbea (homonymie).
Gorbea est une ville et une commune du Chili de la Province de Cautín, elle-même située dans la Région de l'Araucanie.

## Géographie

### Situation
Le territoire de la commune de Gorbea se trouve dans la vallée centrale du Chili et s'étire le long du rio Donguil. La commune est située à 654 km à vol d'oiseau au sud de la capitale Santiago et à 41 km au sud de Temuco capitale de la Région de l'Araucanie.

### Démographie
En 2012, la population de la commune s'élevait à 14 259 habitants. La superficie de la commune est de 695 km2 (densité de 21 hab./km2),.

## Histoire
À la suite de la pacification de l'Auricanie qui ouvre par la force à la colonisation les terres mapuches situées au sud du rio Biobio, le gouvernement chilien fait construction une voie ferrée sur ces nouveaux territoires. Après le tronçon Temuco-Pitrufquén inauguré le 13 novembre 1898, commence les travaux vers de prolongement vers Antilhue. Ce chantier entraine la création de petites agglomérations sur le futur parcours dont le village de Donguil. Un plan est dressé en 1904 pour la construction d'une véritable ville comprenant 50 blocs et baptisée Gorbea. En 1911 Gornea accède au statut de commune.

Position de Gorbea (en rouge) au sein de la Région de l'Araucanie.